# Bozeman Yellowstone International Airport

i7
i11
i13
Der Bozeman Yellowstone International Airport (IATA-Code: BZN, ICAO-Code: KBZN, bis 2011 als Gallatin Field bezeichnet) ist der Verkehrsflughafen der amerikanischen Kleinstadt Bozeman im US-Bundesstaat Montana. Er gehört der Gallatin Airport Authority. Vor dem Billings Logan International Airport ist der Bozeman Yellowstone International Airport der größte Flughafen Montanas.

## Lage und Verkehrsanbindung

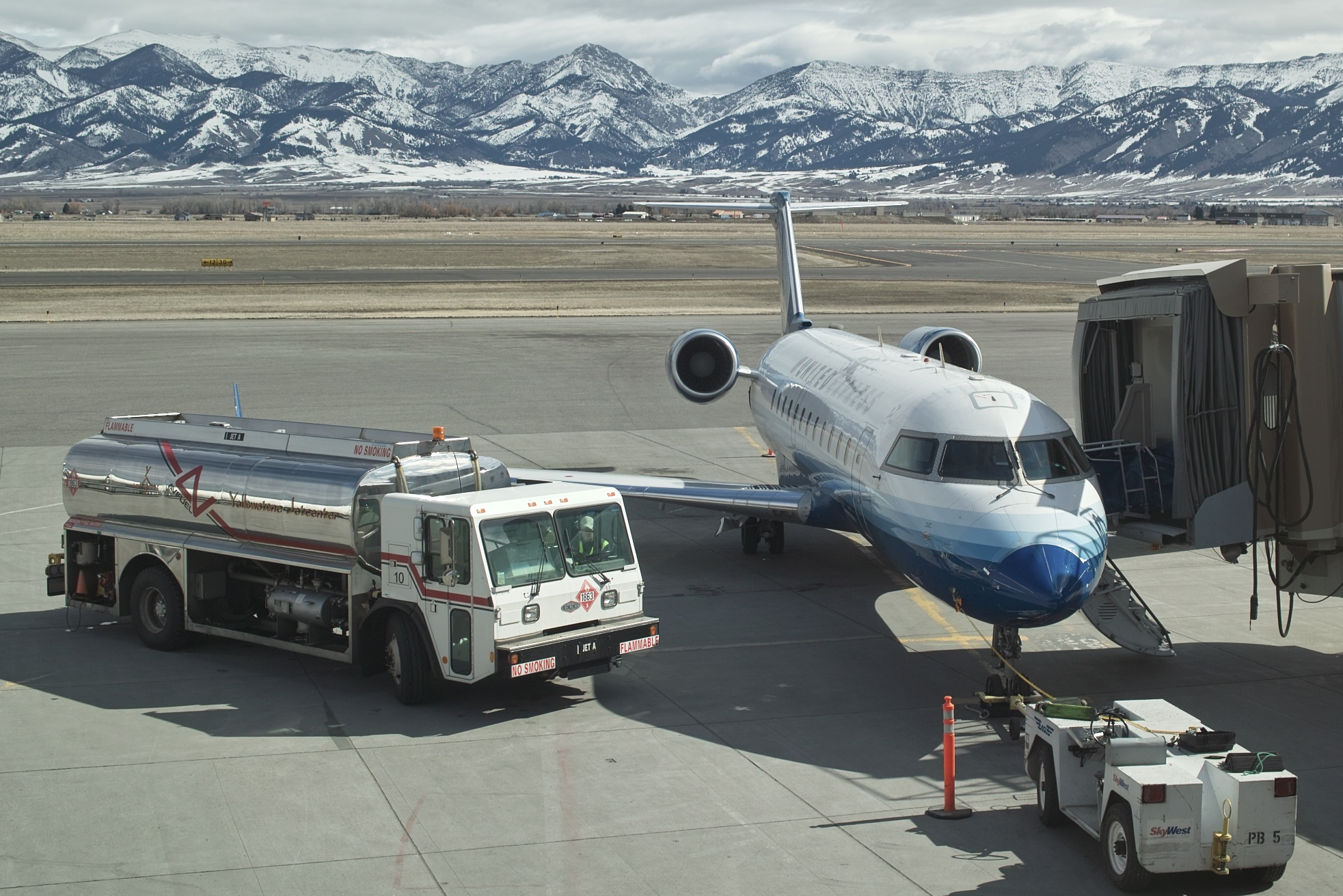
Bozeman Yellowstone International Airport

Der Bozeman Yellowstone International Airport liegt 15 Kilometer nordwestlich des Stadtzentrums von Bozeman und einen Kilometer östlich des Stadtzentrums von Belgrade. Südlich des Flughafens befindet sich eine Anschlussstelle an der Interstate 90. Der Bozeman Yellowstone International Airport ist nicht in den öffentlichen Personennahverkehr eingebunden, die Passagiere müssen auf Mietwagen, Taxis und ähnliche Angebote zurückgreifen.

## Fluggesellschaften und Ziele
Der Flughafen ist von großer regionaler Bedeutung, er wird auf inneramerikanischen Strecken von den Fluggesellschaften Delta Airlines (39 %), United Airlines (32 %), Frontier Airlines (11 %), Horizon Air (11 %) und Allegiant Air (7 %) angeflogen. Des Weiteren wird er von Frachtfluggesellschaften und dem Militär genutzt.
Entgegen der Bezeichnung als internationaler Flughafen bedienen die Fluggesellschaften ausschließlich inneramerikanische Ziele. Das größte Angebot besteht nach Denver (angeboten von United Airlines/United Express und Frontier Airlines) und Minneapolis/Saint Paul (angeboten von Delta Airlines/Delta Connection). Weitere Ziele sind unter anderem Salt Lake City, Chicago–O’Hare, Seattle/Tacoma und Dallas/Fort Worth.

## Verkehrszahlen
| Jahr | Fluggastaufkommen | Flugbewegungen (mit Militär) |
| ---- | ----------------- | ---------------------------- |
| 2018 | 1.342.290         | 90.508                       |
| 2017 | 1.199.537         | 76.235                       |
| 2016 | 1.107.168         | 76.902                       |
| 2015 | 1.021.155         | 80.559                       |
| 2014 | 966.964           | 80.722                       |
| 2013 | 884.660           | 74.952                       |
| 2012 | 867.117           | 81.482                       |
| 2011 | 796.110           | 73.749                       |
| 2010 | 728.038           | 72.447                       |
| 2009 | 683.277           | 68.913                       |
| 2008 | 702.495           | 76.762                       |
| 2007 | 670.874           | 80.606                       |
| 2006 | 633.762           | 82.937                       |
| 2005 | 672.482           | 71.556                       |
| 2004 | 619.543           | 66.616                       |
| 2003 | 563.923           | 65.410                       |
| 2002 | 547.525           | 60.878                       |
| 2001 | -                 | 63.022                       |
| 2000 | -                 | 54.818                       |
| 1999 | -                 | 48.184                       |

### Verkehrsreichste Strecken
| Rang | Stadt                             | Passagiere | Fluggesellschaften                                |
| ---- | --------------------------------- | ---------- | ------------------------------------------------- |
| 01   | Denver, Colorado                  | 130.070    | Frontier, United/United Express                   |
| 02   | Minneapolis/Saint Paul, Minnesota | 113.080    | Delta/Delta Connection                            |
| 03   | Salt Lake City, Utah              | 098.190    | Delta/Delta Connection                            |
| 04   | Chicago–O’Hare, Illinois          | 074.370    | American/American Eagle, United                   |
| 05   | Seattle/Tacoma, Washington        | 070.270    | Alaska, Delta/Delta Connection                    |
| 06   | Dallas/Fort Worth, Texas          | 045.270    | American/American Eagle                           |
| 07   | San Francisco, Kalifornien        | 022.320    | United/United Express                             |
| 08   | Los Angeles, Kalifornien          | 021.450    | Allegiant, Delta/Delta Connection, United Express |
| 09   | Portland, Oregon                  | 019.590    | Alaska                                            |
| 10   | Phoenix–Mesa, Arizona             | 016.750    | Allegiant                                         |